# Association de formation professionnelle de l'industrie
Pour les articles homonymes, voir AFPI.
L'association de formation professionnelle de l'industrie, plus connu sous le nom AFPI change d'identité visuelle. L'Union des industries et métiers de la métallurgie (UIMM) a regroupé tous les acteurs de son réseau Emploi-Formation - AFPI et CFAI- au sein d'une même marque: le "Pôle formation des industries technologiques'. Les centres de formation et de conseil sont dédiés au métiers de l'industrie et de la métallurgie.
Depuis plus de 40 ans, le pôle formation des industries technologiques répond aux besoins de formations des entreprises en proposant une offre globale de formation qui s'adapte aux besoins du marché de l'emploi.
Le pôle formation des industries technologiques propose :
- une évaluation du niveau des candidats ;
- un parcours individualisé de formation en continu ou par apprentissage ;
- la définition d'un objectif de compétences ;
- des formations adaptées aux besoins de chacun, en centre ou à distance ;
- un réseau d'entreprises présent au niveau national et international.

Le pôle formation des industries technologiques permet d'accéder à des métiers variés en production, conception, maintenance, informatique, électronique, automatismes, qualité ou sécurité. Les formations dispensées par le pôle formation des industries technologiques permettent de préparer un diplôme du CAP à l'ingénieur ou une certification comme le CQPM.